# Aulandra beccarii
Aulandra beccarii là một loài thực vật có hoa trong họ Hồng xiêm. Loài này được Marcel Marie Dubard mô tả khoa học đầu tiên năm 1909 dưới danh pháp Palaquium beccarii theo tên gọi trước đó của Jean Baptiste Louis Pierre. Năm 1958, Pieter van Royen chuyển nó sang chi Aulandra.

## Mẫu định danh
Mẫu định danh là Beccari 3347, do Odoardo Beccari thu thập, lưu giữ tại Bảo tàng Lịch sử Tự nhiên Quốc gia Pháp ở Paris.

## Phân bố
Loài này được tìm thấy trên đảo Borneo, ở núi Balang, Batang Lupar, bang Sarawak, Malaysia.

## Mô tả
Cây gỗ. Các cành có góc cạnh, đường kính 2-5 mm, có lông măng màu mâu đỏ gỉ sắt, sau trở thành nhẵn nhụi; nón đầu cành dài đến 5 mm, có lông măng màu ánh xám hoặc gỉ sắt, lá kèm hình mác, tới 1,5 × 1 mm, nhọn, mặt ngoài có lông măng màu gỉ sắt, mặt trong nhẵn nhụi, màu xanh xám. Lá mọc thưa, hình trứng ngược thuôn dài đến hình elip, (17-)23-30 × (5-)7,5-9,5 cm, đỉnh nhọn thon tù, phần nhọn dài tới 1,2 cm, đáy thu hẹp đột ngột và men xuống dọc theo các bên của cuống lá,  nhẵn nhụi mặt trên, ngoại trừ thưa lông măng màu ánh trắng dọc theo phần đáy của gân giữa, nhẵn nhụi mặt dưới ngoại trừ dọc theo gân giữa, dạng da; gân giữa nổi rõ và góc cạnh ở hai bên, gân thứ cấp 9-15 đôi, xiên hướng lên tạo thành góc 50°-55° so với gân giữa, thẳng hoặc hơi cong, đột ngột cong ở đỉnh, thu nhỏ dần cho đến khi không thấy rõ ở gần mép lá, có rãnh ở mặt trên, nổi rõ ở mặt dưới, gân tam cấp không rõ ở mặt trên, thanh mảnh và nổi rõ ở mặt dưới. Cuống lá dài (1,5-)2-3,5 cm, mặt trên phẳng, khi non có lông măng màu gỉ sắt nhưng sớm nhẵn nhụi. Hoa mọc trên thân, dọc theo các chồi ngắn hình giun sinh ra trên các bướu lớn phía dưới lá, các chồi ngắn có chiều dài tới 1,1 cm, với nhiều sẹo của các lá bắc hình tam giác, kích thước tới 1,5 × 1 mm với đỉnh gần nhọn, mặt ngoài có lông măng màu gỉ sắt, mặt trong nhẵn nhụi, cuống hoa có góc cạnh, dài 2-5,5 mm, có lông măng màu gỉ sắt. Các lá đài bên ngoài hình trứng, 2,5-3 × 2-2,5 mm, đỉnh gần tù, có lông măng màu gỉ sắt ở mặt ngoài, nhẵn nhụi mặt trong, các lá đài bên trong hình elip-hình trứng, hơi nhỏ hơn các lá ngoài, tù, có mào ở mặt ngoài, có lông măng màu gỉ sắt hoặc màu xám ở mặt ngoài, mặt trong nhẵn nhụi, mép của cả hai loạt lá đài đều có lông ở rìa. Tràng hoa chỉ nhìn thấy ở nụ, dài đến 3 mm, nhẵn nhụi cả hai mặt, các thuỳ thuôn dài, ~2,5 × 1 mm, đỉnh thuôn tròn. Nhị 18, xếp thành 3 hàng, dài ~1,5 mm, chỉ nhị hình dùi rộng, hợp nhất (?), dài ~0,3 mm, nhẵn nhụi; bao phấn hình tim-hình tên, dài 1-1,5 mm, nhọn, phần nhọn chia hai nhánh hoặc có khía răng cưa, với lông dài màu ánh trắng ở mặt ngoài, dễ rụng. Bầu nhụy hình nêm, ~0,5 × 1 mm, có lông măng màu gỉ sắt, ở đáy nhẵn nhụi. Vòi nhụy hình dùi, dài ~2 mm, với 6 rãnh, nhẵn nhụi trừ một ít lông ở đỉnh. Ra hoa tháng 4. Quả không rõ.